# Kniha Zákona
Liber AL vel Legis, běžně známá také jako Kniha Zákona, je ústřední svatý text náboženství či duchovní filozofie thelémy, napsaný Aleisterem Crowleym ve dnech 8. až 10. dubna 1904 v Káhiře. Crowley tvrdil, že knihu napsal během duchovní zkušenosti, kdy mu ji diktovala duchovní bytost jménem Aiwass, kterou později označil za svého „svatého anděla strážce“. Jednou z nejdůležitějších proklamací Kniha Zákona je ústřední thelémský axiom: „Dělej, co ty chceš, ať je celý Zákon“, což se obvykle chápe jako výzva k plnému uskutečnění světského i duchovního potenciálu, tedy ne jako výzva ke svévoli.
Crowley dr v době nadiktování knihy zdržoval v Káhiře v rámci svatební cesty se svou manželkou Rose (za svobodna Kelleyovou), kterou si vzal rok předtím. Právě ona mu v transu předala příkaz, aby každý den od 8. do 10. dubna 1904 čekal v „chrámu“, který si zřídili v pronajatém bytě, kde mu v poledne přesně od dvanácté do první hodiny bude diktován text. Aiwass každý den tlumočil slova jiného (původně egyptského) božstva, konkrétně Nuit, Hadita a Ra-Hoor-Khuita. Kniha Zákona zároveň prohlašuje, že nastal Nový eon, kterému vládne bůh Horus a je věkem „Korunovaného a Dobývajícího Dítěte“, kdy se duchovního uskutečnění bude dosahovat zejména prostřednictvím svobody a radosti. Tento věk nahrazuje starý eon Osirida, umírajícího boha, v němž se duchovního uskutečnění dosahovalo zejména odříkáním.

Thelémité (stoupenci thelémy) nemají povinnost chápat zmíněná božstva jako objektivně existující entity, ale mohou je pojímat jako symbolické principy, které se personifikovaly během Crowleyho duchovní zkušenosti. Slovy Israele Regardieho:
„Ono ve skutečnosti není důležité, zda mu Knihu Zákona nadiktovala mimolidská entita jménem Aiwass, nebo zda je tato kniha dílem kreativních hlubin Aleistera Crowleyho. Knihu se prostě podařilo napsat. Stala se hlasatelem zeitgeistu a zachytila bytostnou povahu našich časů tak výstižným způsobem, jakým se to dodnes nepovedlo žádné jiné knize.“
Knihu Zákona za svůj ústřední svatý spis považují též thelémské řády Ordo Templi Orientis a A∴A∴.